# Едома (Лешуконский район)
Едома — деревня в Лешуконском районе Архангельской области. Входит в состав Лешуконского сельского поселения.

## География
Деревня расположена в северной части области на расстоянии примерно в 3 километрах по прямой к востоку от районного центра села Лешуконское.
Часовой пояс
Деревня Едома как и вся Архангельская область, находится в часовой зоне МСК (московское время). Смещение применяемого времени относительно UTC составляет +3:00.

## Население
| 2002 | 2010 | 2012 |
| ---- | ---- | ---- |
| 42   | ↘17  | ↘13  |

Национальный состав
Согласно результатам переписи 2002 года, в национальной структуре населения русские составляли 100 % из 39 чел..